# Ion D. Enescu
Ion D. Enescu (cunoscut și ca I.D. Enescu; n. 17 februarie 1884

, Curtea de Argeș – d. 1973, București) a fost un arhitect român, proiectant al mai multor clădiri publice din România și Subsecretar de stat la Ministerul Lucrărilor Publice în mai multe guverne interbelice, conducător al Colegiului arhitectilor din România..
Printre operele sale se numără clădirea Teatrului Dramatic din Galați sau Palatul Arhiepiscopal din Constanța.

## Distincții
- Ordinul Meritul Cultural, în gradul de Cavaler cl. II, pentru artă (1 februarie 1943)[2]